# Sepia simoniana
Sepia simoniana е вид главоного от семейство Sepiidae.

## Разпространение и местообитание
Видът е разпространен в Кения, Мозамбик, Сомалия, Танзания и Южна Африка (Западен Кейп, Източен Кейп и Квазулу-Натал).
Среща се на дълбочина от 30 до 136 m, при температура на водата от 12,1 до 19,8 °C и соленост 35 – 35,4 ‰.